# Judô nos Jogos Olímpicos de Verão de 2012 - Até 90 kg masculino
A categoria até 90 kg masculino do judô nos Jogos Olímpicos de Verão de 2012 foi disputada no dia 1 de agosto no ExCeL, em Londres.

## Formato da competição
A competição é em sistema de eliminatória simples que determina os finalistas que disputam a medalha de ouro. Os derrotados nas quartas de final competem em dois torneios de repescagem. Os vencedores deste torneio enfrentam os perdedores da semifinal na disputa por duas medalha de bronze. Em caso de empate, a luta tem uma prorrogação de três minutos, e vence aquele conseguir a primeira pontuação.

## Calendário
Horário local (UTC+1).
| Dia         | Horário          | Fase                             |
| ----------- | ---------------- | -------------------------------- |
| 1 de agosto | 9:30 14:00 16:10 | Qualificatórias Semifinais Final |

## Medalhistas
| Ouro   | KOR Song Dae-nam                        |
| Prata  | CUB Asley González                      |
| Bronze | GRE Ilias Iliadis JPN Masashi Nishiyama |

## Resultados

### Chave A
|  | Primeira rodada     | Primeira rodada     | Primeira rodada |  |  | Oitavas de final   | Oitavas de final   | Oitavas de final   |      |                   | Quartas de final  | Quartas de final | Quartas de final |
|  |                     |                     |                 |  |  |                    |                    |                    |      |                   |                   |                  |                  |
|  | GRE Ilias Iliadis   | GRE Ilias Iliadis   | 0111            |  |  |                    |                    |                    |      |                   |                   |                  |                  |
|  | SVK Milan Randl     | SVK Milan Randl     | 0002            |  |  | GRE Ilias Iliadis  | GRE Ilias Iliadis  | 0100               |      |                   |                   |                  |                  |
|  | LTU Karolis Bauža   | LTU Karolis Bauža   | 0100            |  |  | LTU Karolis Bauža  | LTU Karolis Bauža  | 0001               |      |                   |                   |                  |                  |
|  | FRA Romain Buffet   | FRA Romain Buffet   | 0010            |  |  |                    |                    |                    |      | GRE Ilias Iliadis | GRE Ilias Iliadis | 0000             |                  |
|  | RUS Kirill Denisov  | RUS Kirill Denisov  | 1000            |  |  |                    | RUS Kirill Denisov | RUS Kirill Denisov | 0020 |                   |                   |                  |                  |
|  | MDA Ivan Remarenco  | MDA Ivan Remarenco  | 0001            |  |  | RUS Kirill Denisov | RUS Kirill Denisov | 0010               |      |                   |                   |                  |                  |
|  | CAN Alexandre Emond | CAN Alexandre Emond | 0000            |  |  | GBR Winston Gordon | GBR Winston Gordon | 0000               |      |                   |                   |                  |                  |
|  | GBR Winston Gordon  | GBR Winston Gordon  | 1000            |  |  |                    |                    |                    |      |                   |                   |                  |                  |
|  |                     |                     |                 |  |  |                    |                    |                    |      |                   |                   |                  |                  |
|  |                     |                     |                 |  |  |                    |                    |                    |      |                   |                   |                  |                  |

### Chave B
|  | Primeira rodada         | Primeira rodada         | Primeira rodada |  |  | Oitavas de final        | Oitavas de final        | Oitavas de final   |      |                  | Quartas de final | Quartas de final | Quartas de final |
|  |                         |                         |                 |  |  |                         |                         |                    |      |                  |                  |                  |                  |
|  | GEO Varlam Liparteliani | GEO Varlam Liparteliani | 0101            |  |  |                         |                         |                    |      |                  |                  |                  |                  |
|  | CMR Dieudonne Dolassem  | CMR Dieudonne Dolassem  | 0001            |  |  | GEO Varlam Liparteliani | GEO Varlam Liparteliani | 0020               |      |                  |                  |                  |                  |
|  |                         |                         |                 |  |  | AUS Mark Anthony        | AUS Mark Anthony        | 0101               |      |                  |                  |                  |                  |
|  |                         |                         |                 |  |  |                         |                         |                    |      | AUS Mark Anthony | AUS Mark Anthony | 0002             |                  |
|  | CUB Asley González      | CUB Asley González      | 1000            |  |  |                         | CUB Asley González      | CUB Asley González | 0010 |                  |                  |                  |                  |
|  | ARG Héctor Campos       | ARG Héctor Campos       | 0000            |  |  | CUB Asley González      | CUB Asley González      | 0011               |      |                  |                  |                  |                  |
|  | CIV Kinapeya Kone       | CIV Kinapeya Kone       | 0000            |  |  | SRB Dmitri Gerasimenko  | SRB Dmitri Gerasimenko  | 0002               |      |                  |                  |                  |                  |
|  | SRB Dmitri Gerasimenko  | SRB Dmitri Gerasimenko  | 1000            |  |  |                         |                         |                    |      |                  |                  |                  |                  |
|  |                         |                         |                 |  |  |                         |                         |                    |      |                  |                  |                  |                  |
|  |                         |                         |                 |  |  |                         |                         |                    |      |                  |                  |                  |                  |

### Chave C
|  | Primeira rodada        | Primeira rodada        | Primeira rodada |  |  | Oitavas de final      | Oitavas de final      | Oitavas de final |      |                       | Quartas de final      | Quartas de final | Quartas de final |
|  |                        |                        |                 |  |  |                       |                       |                  |      |                       |                       |                  |                  |
|  | JPN Masashi Nishiyama  | JPN Masashi Nishiyama  | 0110            |  |  |                       |                       |                  |      |                       |                       |                  |                  |
|  | KGZ Chingiz Mamedov    | KGZ Chingiz Mamedov    | 0000            |  |  | JPN Masashi Nishiyama | JPN Masashi Nishiyama | 0010             |      |                       |                       |                  |                  |
|  | EGY Hesham Mesbah      | EGY Hesham Mesbah      | 0011            |  |  | KAZ Timur Bolat       | KAZ Timur Bolat       | 0000             |      |                       |                       |                  |                  |
|  | KAZ Timur Bolat        | KAZ Timur Bolat        | 1002            |  |  |                       |                       |                  |      | JPN Masashi Nishiyama | JPN Masashi Nishiyama | 0101             |                  |
|  | AZE Elkhan Mammadov    | AZE Elkhan Mammadov    | 0111            |  |  |                       | KOR Song Dae-nam      | KOR Song Dae-nam | 0111 |                       |                       |                  |                  |
|  | GER Christophe Lambert | GER Christophe Lambert | 0001            |  |  | AZE Elkhan Mammadov   | AZE Elkhan Mammadov   | 0000             |      |                       |                       |                  |                  |
|  | KOR Song Dae-nam       | KOR Song Dae-nam       | 1001            |  |  | KOR Song Dae-nam      | KOR Song Dae-nam      | 0011             |      |                       |                       |                  |                  |
|  | URU Juan Romero        | URU Juan Romero        | 0000            |  |  |                       |                       |                  |      |                       |                       |                  |                  |
|  |                        |                        |                 |  |  |                       |                       |                  |      |                       |                       |                  |                  |
|  |                        |                        |                 |  |  |                       |                       |                  |      |                       |                       |                  |                  |

### Chave D
|  | Primeira rodada     | Primeira rodada     | Primeira rodada |  |  | Oitavas de final    | Oitavas de final    | Oitavas de final |      |                     | Quartas de final    | Quartas de final | Quartas de final |
|  |                     |                     |                 |  |  |                     |                     |                  |      |                     |                     |                  |                  |
|  | UZB Dilshod Choriev | UZB Dilshod Choriev | 0101            |  |  |                     |                     |                  |      |                     |                     |                  |                  |
|  | SWE Marcus Nyman    | SWE Marcus Nyman    | 0013            |  |  | UZB Dilshod Choriev | UZB Dilshod Choriev | 1000             |      |                     |                     |                  |                  |
|  |                     |                     |                 |  |  | HUN Tamás Madarász  | HUN Tamás Madarász  | 0001             |      |                     |                     |                  |                  |
|  |                     |                     |                 |  |  |                     |                     |                  |      | UZB Dilshod Choriev | UZB Dilshod Choriev | 0002             |                  |
|  | BRA Tiago Camilo    | BRA Tiago Camilo    | 1001            |  |  |                     | BRA Tiago Camilo    | BRA Tiago Camilo | 0010 |                     |                     |                  |                  |
|  | UKR Roman Hontyuk   | UKR Roman Hontyuk   | 0001            |  |  | BRA Tiago Camilo    | BRA Tiago Camilo    | 1001             |      |                     |                     |                  |                  |
|  | ITA Roberto Meloni  | ITA Roberto Meloni  | 0101            |  |  | ITA Roberto Meloni  | ITA Roberto Meloni  | 0001             |      |                     |                     |                  |                  |
|  | TJK Parviz Sobirov  | TJK Parviz Sobirov  | 0013            |  |  |                     |                     |                  |      |                     |                     |                  |                  |
|  |                     |                     |                 |  |  |                     |                     |                  |      |                     |                     |                  |                  |
|  |                     |                     |                 |  |  |                     |                     |                  |      |                     |                     |                  |                  |

### Repescagem
|  | Primeira rodada   | Primeira rodada   | Primeira rodada |  |  | Disputa do bronze | Disputa do bronze | Disputa do bronze |
|  |                   |                   |                 |  |  |                   |                   |                   |
|  | GRE Ilias Iliadis | GRE Ilias Iliadis | 1000            |  |  |                   |                   |                   |
|  | AUS Mark Anthony  | AUS Mark Anthony  | 0000            |  |  | GRE Ilias Iliadis | GRE Ilias Iliadis | 0011              |
|  |                   |                   |                 |  |  | BRA Tiago Camilo  | BRA Tiago Camilo  | 0002              |
|  |                   |                   |                 |  |  |                   |                   |                   |
|  |                   |                   |                 |  |  |                   |                   |                   |
|  |                   |                   |                 |  |  |                   |                   |                   |
|  |                   |                   |                 |  |  |                   |                   |                   |

|  | Primeira rodada       | Primeira rodada       | Primeira rodada |  |  | Disputa do bronze     | Disputa do bronze     | Disputa do bronze |
|  |                       |                       |                 |  |  |                       |                       |                   |
|  | JPN Masashi Nishiyama | JPN Masashi Nishiyama | 0012            |  |  |                       |                       |                   |
|  | UZB Dilshod Choriev   | UZB Dilshod Choriev   | 0012            |  |  | JPN Masashi Nishiyama | JPN Masashi Nishiyama | 0000              |
|  |                       |                       |                 |  |  | RUS Kirill Denisov    | RUS Kirill Denisov    | 0000              |
|  |                       |                       |                 |  |  |                       |                       |                   |
|  |                       |                       |                 |  |  |                       |                       |                   |
|  |                       |                       |                 |  |  |                       |                       |                   |
|  |                       |                       |                 |  |  |                       |                       |                   |

### Finais
|  | Semifinal          | Semifinal        |      |  | Final              | Final |  |
|  |                    |                  |      |  |                    |       |  |
|  |                    |                  |      |  |                    |       |  |
|  | RUS Kirill Denisov | 0001             |      |  |                    |       |  |
|  | CUB Asley González | 1000             |      |  |                    |       |  |
|  |                    |                  |      |  |                    |       |  |
|  |                    |                  |      |  |                    |       |  |
|  |                    |                  |      |  | CUB Asley González | 0001  |  |
|  |                    | KOR Song Dae-nam | 0101 |  |                    |       |  |
|  |                    |                  |      |  |                    |       |  |
|  |                    |                  |      |  |                    |       |  |
|  |                    |                  |      |  |                    |       |  |
|  |                    |                  |      |  |                    |       |  |
|  | KOR Song Dae-nam   | 0112             |      |  |                    |       |  |
|  | BRA Tiago Camilo   | 0012             |      |  |                    |       |  |